# Basket Femminile Le Mura Lucca 2019-2020
Questa voce raccoglie le informazioni riguardanti il Basket Femminile Le Mura Lucca nelle competizioni ufficiali della stagione 2019-2020.

## Stagione
La stagione 2019-2020 è la decima consecutiva che il Basket Femminile Le Mura Lucca, sponsorizzato Gesam Gas&Luce, disputa in Serie A1. Viene ingaggiato come capo allenatore Francesco Iurlaro.

## Rosa
|    | Naz.                                      | Ruolo | Sportivo              | Anno | Alt. |  |        |
| -- | ----------------------------------------- | ----- | --------------------- | ---- | ---- |  | ------ |
| 0  | Stati Uniti (bandiera)                    | G     | Chucky Jefferya       | 1991 | 178  |  |        |
| 2  | Italia (bandiera)                         | P     | Elisabetta Azzi       | 2004 |      |  | [ 3 ]  |
| 3  | Slovenia (bandiera)                       | C     | Ivana Jakubcová       | 1994 | 198  |  |        |
| 5  | Italia (bandiera)                         | G     | Lavinia Cibeca        | 2003 | 163  |  |        |
| 9  | Italia (bandiera)                         | P     | Valentina Bonasia     | 1994 | 163  |  |        |
| 11 | Italia (bandiera)                         | P     | Silvia Pastrello      | 2001 | 168  |  | [ 4 ]  |
| 13 | Italia (bandiera)                         | G     | Alessandra Orsili     | 2001 | 173  |  | [ 5 ]  |
| 14 | Italia (bandiera)                         | AC    | Ashley Ravelli        | 1993 | 186  |  | (cap.) |
| 15 | Italia (bandiera)                         | AC    | Annalisa Vitari       | 1996 | 176  |  |        |
| 18 | Italia (bandiera)                         | AC    | Vittoria Farnesi      | 2004 | 187  |  |        |
| 20 | Italia (bandiera)                         | AC    | Sara Madera           | 2000 | 187  |  |        |
| 21 | Ghana (bandiera) · Stati Uniti (bandiera) | AC    | Batabe Zempare        | 1994 | 178  |  |        |
| 28 | Italia (bandiera)                         | AC    | Giovanna Elena Smorto | 1999 | 168  |  |        |
| 32 | Italia (bandiera)                         | AG    | Alice Gregori         | 2000 | 182  |  | [ 6 ]  |